# Laguna Woods
Laguna Woods é uma cidade localizada no estado americano da Califórnia, no Condado de Orange. Foi incorporada em 24 de março de 1999.

## Geografia
De acordo com o United States Census Bureau, a cidade tem uma área de 8,1 km², onde todos os 8,1 km² estão cobertos por terra.

### Localidades na vizinhança
O diagrama seguinte representa as localidades num raio de 16 km ao redor de Laguna Woods.

## Demografia
Segundo o censo nacional de 2010, a sua população é de 16 192 habitantes e sua densidade populacional é de 2 003,77 hab/km². Possui 13 016 residências, que resulta em uma densidade de 1 610,74 residências/km².